# 장흥로 (포항시)
장흥로(Jangheung-ro)는 대한민국 경상북도 포항시 남구 장흥동에서 호동을 거쳐 연결하는 도로이다.
2009년 12월 1일 도로명 주소 사업에 인해 장흥로로 지정되었다.

## 노선 구간
- 사거리 명칭 미상
  - 괴동로, 철강로
- 삼거리 명칭 미상
  - 국도 제20호선 (건포산업로)
    - 현대제철 포항2공장
    - 삼화화학
    - KISWEL흥극제선
- 사거리 명칭 미상
  - 철강산단로
    - NI스틸
    - 삼원제강
- 삼거리 명칭 미상
  - 철강로

## 차로수
- 왕복 4차로